# Losang Tupten Wongchuk
Losang Tupten Wongchuk (1775- 1813) was de vierde jabzandamba van Mongolië en de tweede van Tibetaanse afkomst. Hij was een neef van de zevende dalai lama. Hij werd ook wel het Boze Aspect genoemd, omdat hij stevig actie probeerde te ondernemen tegen de laksheid en luiheid in veel van de Mongoolse kloosters. Op religieus gebied was hij zeer actief.
Gedurende zijn periode liet hij zeer veel religieuze voorwerpen uit Tibet komen. Hij liet de stoepa van Zanabazar openen om er een portret van hem tijdelijk uit te halen. Dat gebruikte hij om het eerste icoon van Zanabazar te laten vervaardigen. In 1802 bouwde hij acht nieuwe stupa's in Jehol. In 1803 ging hij opnieuw naar Tibet; hij keerde terug met het vurige verlangen om de studie van de Kalachakratantra in Mongolië te bevorderen. Daar liet hij een nieuw klooster voor bouwen. In de laatste jaren van zijn leven liet hij het klooster  Gandantegchinlen, de Mongoolse tegenhanger van het klooster Ganden nabij Lhasa, bouwen. Het klooster was bedoeld om alleen monniken te huisvesten die echt gevorderde theologische studies willen verrichten.
In 1813 ondernam hij een pelgrimstocht naar Wutai Shan. Op de terugtocht daarvan overleed hij.
Losang Tupten is de laatste van de jabzandamba's waarover een redelijk positief oordeel kan worden geveld. Alle opvolgers hierna stierven of zeer jong of droegen zelf in belangrijke mate bij aan het morele failliet van de hiërarchie in het Mongoolse boeddhisme van de 19e en begin 20e eeuw.

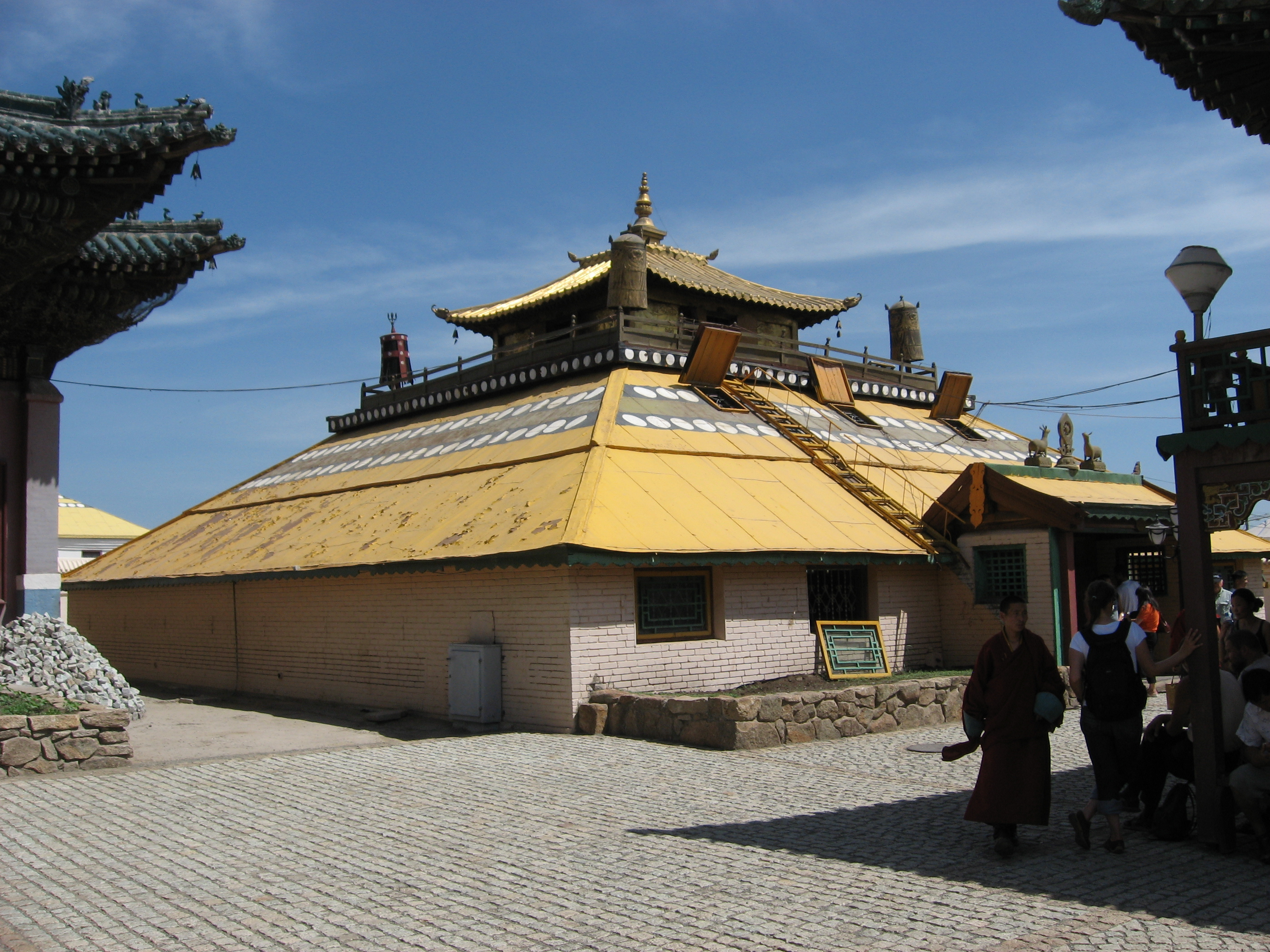
Gouden Tempel bij het Gandantegchinlin-klooster
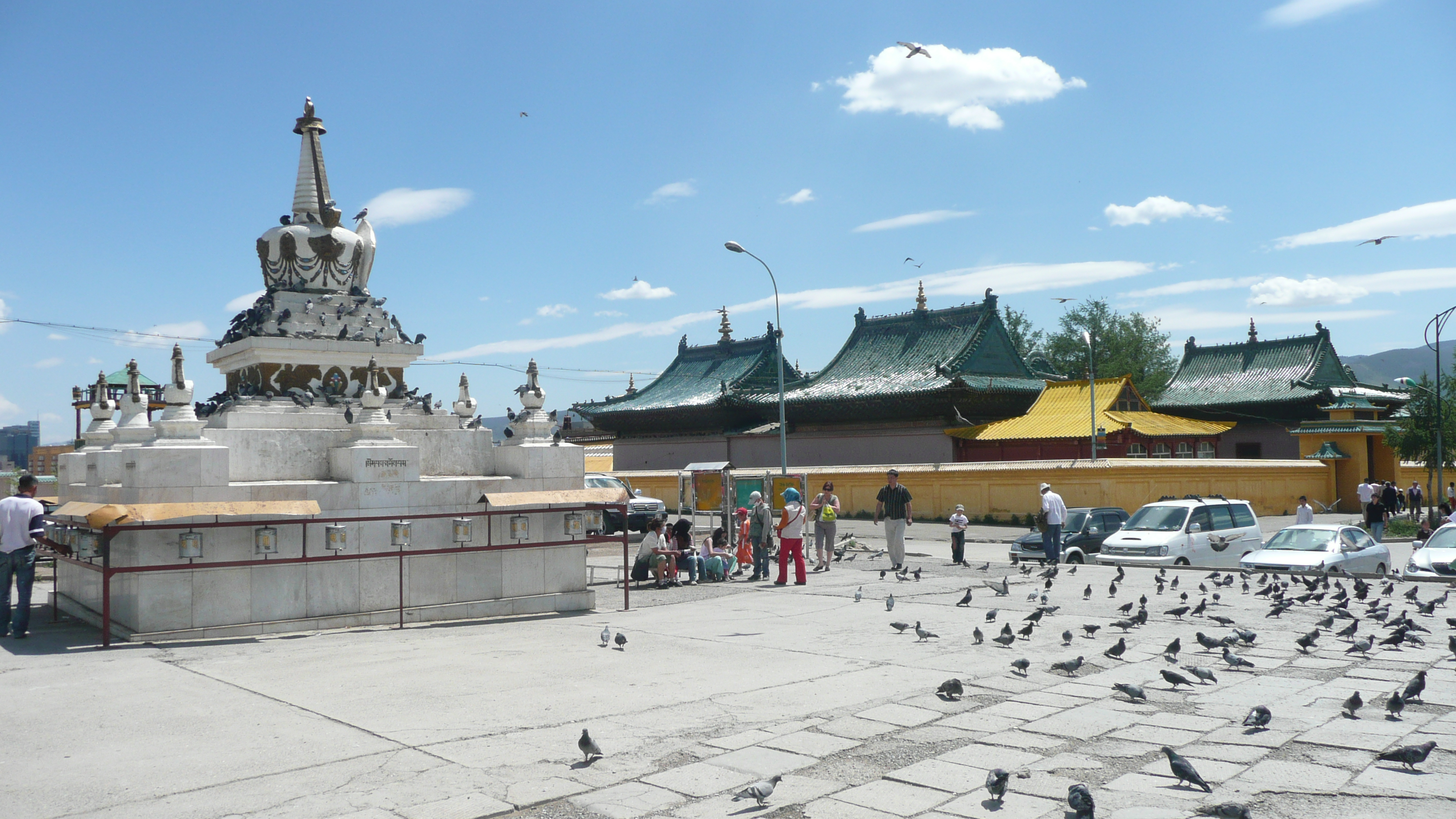
Stupa en andere gebouwen bij het Gandantegchinlin-klooster